# Wassil Boschinow
Wassil Atanassow Boschinow (bulgarisch Васил Атанасов Божинов; * 1. Januarjul. / 13. Januar 1888greg. in Chaskowo; † 16. November 1966 in Prag) war ein bulgarischer Komponist.
Boschinow studierte 1911 bis 1915 bei Max Reger in Leipzig und lebte ab 1918 in Prag. 1934/35 ergänzte er seine Kompositionsstudien am Prager Konservatorium bei Alois Hába. Er komponierte acht Sinfonien, deren erste auf dem Vierteltonsystem beruht, die übrigen sind dodekaphonisch. Außerdem schrieb er eine Fantasie für Streichorchester, zwei Violinkonzerte, 16 Streichquartette, drei Streichquintette und Klavierstücke.